# 张天祐 (开封)
张天祐（1247年—1309年），元朝大臣，表字吉甫，汴梁路（今河南省开封市）人，元世祖时中书参知政事。
金末战乱，迁居燕京。至元十四年（1277年）担任棣州同知。至元十八年（1281年），都督民工疏浚交河，以通海漕。至元二十三年（1286年），担任太原路总管，至元二十四年（1287年），为参议尚书省事。至正二十六年（1289年），担任中书参知政事。至正二十七年（1290年），罢职。元成宗大德四年（1300年），为佥宣政院。大德七年（1303年），同知江南宣政院。